# The Supremes
The Supremes var en framgångsrik soulgrupp från USA, aktiv åren 1959-1977. Trion var oerhört stor och populär och under 1960-talet hade de fler hits än någon annan av skivbolagets Motowns artister och kan endast jämföras med The Beatles i antalet förstaplatsplaceringar på den amerikanska Billboardlistan.
Gruppen bestod ursprungligen av Mary Wilson, Florence Ballard och Diana Ross. Under mitten av 1960-talet hade gruppen stora framgångar på de amerikanska hitlistorna (tolv förstaplaceringar), främst fram tills då Ross lämnade gruppen i slutet av 1969. Supremes med Holland-Dozier-Holland som låtskrivare och produktionsteam var skivbolaget Motowns bäst säljande grupp.
År 1967 ändrade ledaren för Motown, Berry Gordy, namnet på gruppen till Diana Ross & Supremes. Mycket av deras framgång låg i att de blandade in mycket popelement i soulmusik och på det sättet gjorde musiken tillgängligare för en bred publik. [källa behövs]

## Karriär
Fram till 1961 hette de The Primettes. Supremes första år var inte så särskilt framgångsrika och det dröjde fram till 1963 innan de hade sin första singelhit med "When the Lovelight Starts Shining Through His Eyes". Den låten var även den första låt som den framgångsrika trion Holland-Dozier-Holland skrev. Det stora genombrottet både i USA och internationellt var dock "Where Did Our Love Go" från 1964, en låt som egentligen var tänkt till The Marvelettes, men som Supremes något motvilligt spelat in då Marvelettes tackat nej till den. Låten nådde första platsen på Billboard-listan och den följdes 1964–1965 av fyra raka ettor på listan: "Baby Love", "Come See About Me", "Stop! In the Name of Love" och "Back In My Arms Again".
Även 1966 var ett framgångsrikt år för gruppen då "You Can't Hurry Love" och "You Keep Me Hangin' On" blev stora listframgångar. Inom gruppen växte dock schismer fram då framförallt Florence Ballard tyckte att Diana Ross gavs alltför mycket uppmärksamhet. Ballard lämnade gruppen 1967 och ersattes av Cindy Birdsong. Samtidigt började man kalla gruppen Diana Ross & the Supremes, en markering och förberedelse inför en möjlig solokarriär för Diana Ross. Den första skivan att släppas under detta namn var den psykedeliskt inspirerade "Reflections" vilken blev en singelhit under "Summer of Love" 1967. Strax efter detta lämnade dock låtskrivartrion Holland-Dozier-Holland Motown vilket ledde till att Supremes fick svårare att få tag i bra material att spela in. År 1968 hade de dock framgång med "I'm Gonna Make You Love Me" (tillsammans med The Temptations) och "Love Child", men flera singlar floppade.
Ross lämnade slutligen gruppen 1969 för en framgångsrik solokarriär. Ersättare för Ross blev Jean Terrell. Även under åren 1970–1976 hade gruppen åtta låtar på den amerikanska topp-40-listan, bland annat låtarna "Stoned Love" och "Nathan Jones". År 1972 lämnade Birdsong trion och ersattes av Lynda Laurence. År 1973 lämnade både Laurence och Terrell. Mary Wilson återbildade då gruppen tillsammans med Scherrie Payne och den återvändande Cindy Birdsong. Men redan 1976 lämnade Birdsong gruppen för andra gången. Denna gången ersattes hon av Susaye Greene.
Gruppen invaldes i Rock and Roll Hall of Fame 1988.

## Medlemmar
Medlemmar i The Primettes, The Supremes och Diana Ross & the Supremes
- Florence Ballard (1959–1967)
- Mary Wilson (1959–1977)
- Diana Ross (1959–1970)
- Betty McGlown (1959–1960)
- Barbara Martin (1960–1962)
- Cindy Birdsong (1967–1972, 1973–1976)
- Jean Terrell (1970–1973)
- Lynda Laurence (1972–1973)
- Scherrie Payne (1973–1977)
- Susaye Greene (1976–1977)

## Diskografi
Studioalbum
- Meet The Supremes (1962)
- Where Did Our Love Go (1964)
- A Bit of Liverpool (1964)
- The Supremes Sing Country, Western and Pop (1965)
- We Remember Sam Cooke (1965)
- More Hits by The Supremes (1965)
- Merry Christmas (1965)
- I Hear a Symphony (1966)
- The Supremes A' Go-Go (1966)
- The Supremes Sing Holland–Dozier–Holland (1967)
- The Supremes Sing Rodgers & Hart (1967)
- Reflections (1968)
- Diana Ross & the Supremes Sing and Perform "Funny Girl" (1968)
- Diana Ross & the Supremes Join The Temptations (Diana Ross & the Supremes och The Temptations) (1968)
- Love Child (1968)
- Let the Sunshine In (1969)
- Together (Diana Ross & the Supremes och The Temptations) (1969)
- Cream of the Crop (1969)
- Right On (1970)
- The Magnificent 7 (The Supremes och The Four Tops (1970)
- New Ways but Love Stays (1970)
- The Return of the Magnificent Seven (The Supremes och The Four Tops) (1971)
- Touch (1971)
- Dynamite (1971)
- Floy Joy (The Supremes och The Four Tops) (1972)
- The Supremes Produced and Arranged by Jimmy Webb (1972)
- The Supremes (1975)
- High Energy (1976)
- Mary, Scherrie & Susaye (1976)

Singlar (urval)
- "Where Did Our Love Go" (1964)
- "Baby Love" (1964)
- "Stop! In the Name of Love" (1965)
- "Come See About Me" (1965)
- "I Hear a Symphony" (1965)
- "My World Is Empty Without You" (1965)
- "You Can't Hurry Love" (1966)
- "You Keep Me Hangin' On" (1966)
- "Love Is Here and Now You're Gone" (1967)
- "The Happening" (1967)
- "Reflections" (1967)
- "Love Child" (1968)
- "I'm Livin' In Shame" (1969)
- "Stoned Love" (1970)
- "Nathan Jones" (1971)